# Lorditomaeus basilewskyi
Lorditomaeus basilewskyi är en skalbaggsart som beskrevs av Vladimir Balthasar 1965. Lorditomaeus basilewskyi ingår i släktet Lorditomaeus och familjen Aphodiidae. Inga underarter finns listade i Catalogue of Life.